# Björntjärnen (Nås socken, Dalarna, 670014-142176)
Björntjärnen är en sjö i Vansbro kommun i Dalarna och ingår i Dalälvens huvudavrinningsområde. Sjöns area är 0,034 kvadratkilometer och den är belägen 275 meter över havet.